# La ronda en el tiempo
La Ronda en el tiempo mural de Fanny Rabel del año de 1964, ubicado en la Sección Escolar del Museo Nacional de Antropología.
Fanny Rabel nació en Polonia en el año de 1922, posteriormente en compañía de sus padres se trasladó a México; desde muy pequeña comenzó a trabajar, vinculándose a la par con el movimiento socialista, el cual contribuyó a que se sensibilizará en los problemas de justicia social existentes en el país; inició su formación artística en la Escuela Nocturna para Trabajadores en el año de 1938.
Como artista, Fanny Rabel tocó temas que respondían a las injusticias sociales que existían en México, siendo la niñez, uno de los temas más importantes en su obra, ya que consideraba que era “la parte de la sociedad mexicana más vulnerable”. Es considerada, como la primera mujer dentro del movimiento muralista en México. 

## Contexto Histórico
En la década de los 60, México comenzó a experimentar un periodo de rápido crecimiento económico, conocido como el “Milagro Mexicano”; gracias a esto, se invirtió en desarrollo urbano, incluyendo la creación de un museo que resguardara las piezas arqueológicas de las culturas de México y fomentara el desarrollo cultural y artístico en el país.
El presidente Adolfo López Mateos, inauguró el 17 de septiembre de 1964, el Museo Nacional de Antropología, que pronto se convertiría en uno de los más importantes de Latinoamérica debido a la gran colección arqueológica y etnográfica que resguardaba; fue y sigue siendo una de las más importante en el país. Es importante destacar el diseño utilizado en su construcción, el cual es un referente en la arquitectura moderna en México. 
La colección con la cual cuenta el museo actualmente, comenzó a generarse aproximadamente en el siglo XVIII; posteriormente se volvió más grande y teniendo diferentes sedes, hasta que finalmente se comenzó a construir el proyecto del Museo Nacional de Antropología, para ubicarse de manera definitiva en este sitio.
Ramírez Vázquez se encargó de invitar a 23 artistas plásticos que trabajaran activamente en México, y que cada uno de ellos interpretara algún aspecto de las culturas prehispánicas, teniendo así diferentes percepciones para las costumbres y tradiciones de las mismas, para que de esta forma el público, pudiera entender a estas culturas de una forma mucho más fácil, así como estableciendo una conexión con el mundo moderno; una de ellas, fue el mural de Fanny Rabel, titulado La Ronda en el Tiempo; es importante destacar su participación dentro del Museo, con este mural, ya que con ello, se muestra la importancia que tuvo durante el Movimiento del Muralismo Mexicano, logrando recibir por éste, una comisión por parte del gobierno mexicano.

## Obra
La obra se encuentra ubicada en el área de servicios educativos, del Museo Nacional de Antropología; mide 19.2 x 2.5 m y está elaborado con pintura acrílica sobre una base de tela en bastidor de madera.
En él, se narra el tema de la educación para los niños, tanto de la época prehispánica como de la moderna; así como, la transmisión de tradiciones, costumbres y la identidad de las culturas hasta hoy en día. Para Fanny Rabel, la niñez era muy importante lo cual se ve plasmado en la obra, el valor que tienen los niños, así como la importancia de la educación para estos, ya que son la base de nuestra sociedad.
Dentro del mural se observa a varios niños tomados de las manos, con algunos elementos que aluden a diferentes épocas en la historia de México, específicamente, divide la escena en tres partes:
- Época prehispánica
- La colonia
- El siglo XX

En el fondo de la obra, se puede observar que a espaldas de los niños se levantan construcciones arquitectónicas que hacen referencia a la época en la que estos se encuentran; en el caso del siglo XX, se observa una gran ciudad industrial; en la colonia, se observa una iglesia sobre una pirámide y por último, en la época prehispánica grandes pirámides.

### Apariciones importantes
Del lado derecho de la obra, se encuentran los elementos relacionados con las culturas prehispánicas; al inicio, se observa a un grupo de niños que rodean a una mujer, quien parece ser una maestra; a su espalda, entre, las sombras se observa tallada en el templo, a la diosa Coatlicue que dentro de la cultura azteca, se representa como la madre de la tierra y una diosa primordial, dadora de vida.
Otro personaje importante, que también aparece, es el dios Xipe Tótec quién, representa al dios de la guerra, relacionándose también con el renacimiento de la primavera; está deidad, está representada por un hombre semi desnudo, que viste una especie de túnica, de él, salen, lo que parece ser un aura de colores, sosteniendo en su mano, al único niño que aparece desnudo; en su otra mano, tiene una especie de flor.
Justo en el centro del mural se encuentra en la parte superior la cara trazada del dios Tlaloc, el dios de la lluvia, del cual también se desprenden rayos difuminados hacia ambos lados del mural, debajo del dios, se encuentra una iglesia, sobre una construcción piramidal. Su representación simboliza, que a pesar de la Conquista Española, México logró conservar algunas de sus prácticas, convirtiendo a la nueva sociedad, en un mestizaje.
Al frente de estos elementos, aparece un niño mestizo vistiendo un pantalón blanco, con sus brazos y piernas abiertas, a sus pies se encuentra una serpiente bicéfala en tonos azulados. En su mano izquierda, sostiene a un niño con vestimenta de la época prehispánica, y en la mano derecha a una niña, con una vestimenta más moderna. Es uno de los personajes más importantes, debido a que él representa, el sincretismo cultural entre la época moderna y la prehispánica, que fue lo que ocurrió durante la colonia; además de representar la transmisión de costumbres y tradiciones culturales de la población mexicana.
Finalmente de lado izquierdo de la obra, se encuentra un niño, con características de un México más moderno, que con la mano izquierda sostiene un libro y con la derecha un máscara de calavera sobre su cara; a su lado una niña sentada, con un vestido rosa; de igual, forma sostiene una calavera de azúcar frente a un puesto de las mismas, haciendo referencia al Día de Muertos; celebración que simboliza la conexión entre el pasado y el presente dentro del mural, recordando así a las culturas del mundo antiguo.

Sobre el mural, Fanny Rabel menciona:
Así, aquella ronda que comenzó de la mano de Xipe, el dios de todo lo que se renueva, de todo lo que se neiga a morir, atraviesa el tiempo y termina con una niña sentada al pie de un puesto de "Día de Muertos". La niña meztiza que contempla, con ojos antiguos, a través de una calavera de azúcar su propio pasado y su porvenir.